# Plagiocheilus tanacetoides
Plagiocheilus tanacetoides là một loài thực vật có hoa trong họ Cúc. Loài này được Haenke ex DC. miêu tả khoa học đầu tiên năm 1838.